# Journal of Applied Biomaterials and Biomechanics
Journal of Applied Biomaterials and Biomechanics (ook JABB) was een internationaal, aan collegiale toetsing onderworpen wetenschappelijk tijdschrift op het gebied van de biofysica.
De naam wordt in literatuurverwijzingen meestal afgekort tot J. Appl. Biomater. Biomech. Het is in 2011 voortgezet onder de naam Journal of Applied Biomaterials & Functional Materials.
Het werd uitgegeven door Wichtig Editore namens de Società italiana biomateriali.
Het eerste nummer verscheen in 2003.